# 得利集團
得利集團有限公司（港交所除牌當時為0897.HK），是一家經營生產錶業，由梁偉浩家族創立，是在1978年成立，也是曾在港交所和倫敦證券交易所上市。
後來因為受亞太金融風暴影響，加上長期虧損，故此出售給鄧清河，現時由位元堂取代。

## 外部連結
- 得利集團 （页面存档备份，存于）